# Општина Рошиори (Јаломица)
Рошиори (рум. Roşiori) општина је у Румунији у округу Јаломица.
Oпштина се налази на надморској висини од 67 m.

## Становништво

### Хронологија
| Година       | 2004 | 2005 | 2006 | 2007 | 2008 | 2009 | 2010 | 2011 | 2012 | 2013 | 2014 | 2015 | 2016 | 2017 |
| ------------ | ---- | ---- | ---- | ---- | ---- | ---- | ---- | ---- | ---- | ---- | ---- | ---- | ---- | ---- |
| Становништво | 1866 | 1881 | 1893 | 1894 | 1898 | 1924 | 1950 | 1972 | 1970 | 1950 | 1986 | 1999 | 1998 | 1977 |